# Dirección General de Diplomacia Económica
La Dirección General de Diplomacia Económica (DGDE) de España es el órgano directivo del Ministerio de Asuntos Exteriores, Unión Europea y Cooperación encargado de la formulación y ejecución de la política exterior en el ámbito de las relaciones económicas internacionales y participa en la elaboración de planes de acción coadyuvantes a la mejor gestión y proyección de la imagen económica de España en el exterior.
Asimismo, se encarga de la preparación, informe, tramitación y propuesta de los asuntos del departamento que hayan de ser sometidos a la Comisión Delegada del Gobierno para Asuntos Económicos y de la negociación y tramitación interna de los acuerdos internacionales, bilaterales y multilaterales, relacionados con los ámbitos de su responsabilidad.

## Historia

### Primeros años: dualidad ministerial
La Dirección General se remonta a octubre de 1942, bajo la denominación «Dirección General de Política Económica», órgano creado para gestionar las competencias del Ministerio de Asuntos Exteriores en relación a la negociación de tratados comerciales y comercio exterior. Este ámbito competencial entraba con conflicto con aquel que tenía el Ministerio de Industria y Comercio, por lo que desde 1947 la Dirección General pasó a depender de la Subsecretaría de Economía Exterior y Comercio del Ministerio de Industria y Comercio que, aunque integrada en el Departamento de Industria, tenía doble dependencia funcional de los ministerios de Industria y de Asuntos Exteriores. De esta forma, aunque los órganos relacionados con el comercio exterior estuvieran repartidos en dos departamentos, ambos —en el ámbito de sus competencias— podían participar y coordinarse. 
Esto se mantuvo, aun cuando se creó el Ministerio de Comercio, hasta el año 1957. En octubre de este año se reorganizó el Servicio de Economía Exterior, terminando con esta dualidad y separando el ámbito competencial de cada departamento. En este sentido, la Dirección General de Política Económica pasó a llamarse «Dirección General de Relaciones Económicas», pues se le atribuyó en exclusiva la negociación, desarrollo y comprobación del cumplimiento de los acuerdos comerciales y convenios de cooperación económica, mientras que el Ministerio de Comercio se limitaría a vigilar su ejecución. Estas se completaban con las suyas tradicionales relativas de gestión de la política económica internacional y la gestión, en colaboración con la Dirección General de Organismos Internacionales, de los asuntos a que diese lugar la participación de España esos organismos de carácter económico o su relación con los mismos.
Precisamente, con esta última dirección general se fusiona en 1967 dando lugar a la Dirección General de Cooperación y Relaciones Económicas Internacionales. El decreto del año siguiente que desarrolla su estructura y funciones, le otorga competencias sobre las relaciones económicas con las Comunidades Europeas, sobre los acuerdos bilaterales y multilaterales y sobre las relaciones con las organizaciones económicas internacionales.

### Consolidación
Finalmente, en febrero de 1970, debido a la excesiva carga de trabajo que sostenía la dirección general se divide en dos, apareciendo propiamente la «Dirección General de Relaciones Económicas Internacionales» asumiendo las mismas funciones que antes de la fusión. A partir de 1976 se le adscribe una subdirección general encargada de los acuerdos multilaterales, que se unió a las ya existentes de acuerdos bilaterales y para los organismos de integración europea.
Con la entrada de España en las Comunidades Europeas en 1986, dos años más tarde se reforma esta dirección general suprimiendo el órgano destinado a las relaciones económicas con las Comunidades y sus competencias se distribuyen en nuevos órganos. La dirección pasa a tener cinco subdirecciones generales, una para relaciones multilaterales, otra para relaciones bilaterales con Europa, otra para relaciones bilaterales con países no europeos, otra para las comunicaciones aéreas, marítimas y terrestres y otra para los programas de cooperación en la política de cooperación para el desarrollo y de relaciones exteriores de las Comunidades.
A partir de 1996, España se centra más en la OCDE y manteniendo las dos subdirecciones generales de relaciones económicas bilaterales, la subdirección general de relaciones económicas multilaterales asume las competencias sobre la cooperación aérea, marítima y terrestre, aunque perdiendo este órgano las competencias en relaciones exteriores de la Comunidad Europea.
Estas funciones y estructura se mantienen hasta finales de 2008, cuando asume funciones de ámbito energético. En 2010 el órgano pasa a depender directamente del Ministro y agrupa todas las funciones tradicionales más las energéticas bajo dos subdirecciones generales. Estas competencias apenas duran un año hasta que a principios de 2012 se queda únicamente con sus funciones tradicionales, aunque creándose una tercera subdirección general para la diplomacia económica que a partir de 2018 se fusiona con la subdirección para relaciones bilaterales.
En 2020, manteniendo sus funciones y estructura, fue renombrada como Dirección General de Diplomacia Económica y adscrita a la Secretaría de Estado de la España Global. En 2021, tras la supresión de la mencionada Secretaría de Estado, pasó a depender directamente del Ministro.

### Denominaciones
- Dirección General de Política Económica (1942-1957)
- Dirección General de Relaciones Económicas (1957-1967)
- Dirección General de Cooperación y Relaciones Económicas Internacionales (1967-1970)
- Dirección General de Relaciones Económicas Internacionales (1970-2008)
- Dirección General de Relaciones Económicas Internacionales y Asuntos Energéticos (2008-2012).
- Dirección General de Relaciones Económicas Internacionales (2012-2020)
- Dirección General de Diplomacia Económica (2020-presente)

## Dependencias y funciones
De la dirección general dependen los siguientes órganos:
- La Subdirección General de Relaciones Económicas Bilaterales y de Diplomacia Económica, que se encarga de la propuesta y ejecución de la política exterior de España en el ámbito de las relaciones económicas internacionales de índole bilateral, sin perjuicio de las competencias de otros Departamentos en la materia, y de la preparación, informe, tramitación interna y propuesta de los asuntos del Departamento que hayan de ser sometidos a la Comisión Delegada del Gobierno para Asuntos Económicos.
- La Subdirección General de Relaciones Económicas Multilaterales y de Cooperación Aérea, Marítima y Terrestre. a la que le corresponde la propuesta y ejecución de la política exterior de España en el ámbito de las relaciones económicas multilaterales; la representación institucional de España ante los sistemas de integración y otros organismos, incluida la OCDE, así como en los convenios multilaterales correspondientes y la coordinación de la representación de España ante los comités y órganos especiales de estos convenios y organismos, sin perjuicio de las competencias de otros Departamentos en la materia; y la formulación y ejecución de la política exterior de España en el ámbito de las relaciones internacionales en el campo de la cooperación aérea, marítima, terrestre, y asuntos espaciales, oceánicos y polares.

Ambas subdirecciones generales, en el ámbito de sus competencias, se encargan de la propuesta y ejecución de la política exterior de España en materia de diplomacia económica, incluyendo las competencias en materia de análisis estratégico en ese ámbito, el impulso a las dimensiones económica y empresarial de las Fundaciones Consejo, y la elaboración de planes de acción para la defensa de la imagen y reputación económica de España en el exterior, sin perjuicio de las competencias de otros Departamentos ministeriales y entidades dependientes de la Administración General del Estado; y de la negociación y tramitación interna de los acuerdos internacionales, bilaterales y multilaterales, relacionados con los ámbitos de su responsabilidad.

## Titulares
1. Vicente Taberna y Latasa (1942-1944)
2. Emilio de Navasqüés (1944-1947)
3. Mariano de Iturralde y Orbegoso (1947-1950)
4. José Núñez Iglesias (1950-1954)
5. Juan Schwartz Díaz-Flores (1954-1957)
6. Faustino Armijo y Gallardo (1957-1968)
7. Francisco Javier Elorza y Echániz (1968-1970)
8. José Luis Cerón Ayuso (1970-1974)
9. Raimundo Bassols Jacas (1974-1976)
10. Carlos Gámir Prieto (1976-1978)
11. Miguel Ignacio de Aldasoro Sandberg (1978-1979)
12. José Vicente Torrente Secorun (1979-1982)
13. José Antonio López Zatón (1982-1983)
14. Carlos Blasco Villa (1983-1992)
15. Ricardo Zalacaín Jorge (1992-1996)
16. Manuel María Valencia Alonso (1996-2000)
17. Antonio Sánchez Bustamante (mayo-julio de 2000)
18. Germán Bejarano García (2000-2004)
19. Emilio Fernández-Castaño y Díaz-Caneja (2004-2005)
20. María Jesús Figa López-Palop (2005-2007)
21. Rafael Conde de Saro (2007-2010)
22. José Eugenio Salarich (2010-2011)
23. Fernando Eguidazu Palacios (2012-2015)
24. Javier Sangro de Liniers (2015-2017)
25. Cristina Serrano Leal (2017-2020)[16]
26. Luis Óscar Moreno García-Cano (2020-2021)[17]
27. Ana Esmeralda Martínez Sáez (2021-)[18]